# 郡北駅
郡北駅 （クンブクえき）は、大韓民国慶尚南道咸安郡にある、韓国鉄道公社の駅である。

## 利用可能な路線
- 韓国鉄道公社
  - 慶全線

## 駅構造
- 1面2線の地上駅。

## 駅周辺
- 咸安郡北支石墓群（朝鮮語版）[1]
- 大岩李泰俊（朝鮮語版）記念館[2]

## 歴史
- 1923年12月1日：開業[3]。
- 2012年10月23日：慶全線馬山駅 - 晋州駅間複線電化工事に伴い現在地に駅舎移転。
- 2012年12月5日：馬山駅 - 晋州駅間複線電化工事完成[4]。

## 隣の駅
慶全線
咸安駅 - 郡北駅 - 班城駅